# Camparada
Camparada – miejscowość i gmina we Włoszech, w regionie Lombardia, w prowincji Monza i Brianza.
Według danych na rok 2004 gminę zamieszkiwały 1703 osoby, 1703 os./km².